# 拉拉 (維多利亞)
拉拉（Lara）是澳大利亞維多利亞州的一個小镇，位於吉朗中央商務區東北18公里處，位於王子高速公路至墨爾本之間。根據2016年澳大利亞人口普查的結果顯示：拉拉的人口為16355人。

## 歷史
穿過拉拉的鐵路於1857年與當地的火車站一起開通，郵局於1858年3月1日開業。到1890年，拉拉的人口增長到幾百人，並修建了學校和教堂等幾處設施，但直到1947年供水才完成。
1969年1月，肆虐拉拉的森林大火造成17人死亡。大多數受害者是在王子高速公路上行駛時被快速蔓延的大火困住的。